# Laphria telecles
Laphria telecles là một loài ruồi trong họ Asilidae. Laphria telecles được Walker miêu tả năm 1849. Loài này phân bố ở miền Australasia.